# Équipe du Soudan du Sud de football
Cet article traite de l'équipe masculine. Pour l'équipe féminine, voir Équipe du Soudan du Sud féminine de football.
Ne doit pas être confondu avec Équipe du Soudan de football.
L’équipe du Soudan du Sud de football est constituée par une sélection des meilleurs joueurs sud-soudanais sous l'égide de la Fédération du Soudan du Sud de football.

## Histoire
L'équipe nationale a disputé au stade de Djouba son premier match international amical contre l'équipe kényane du Tusker Football Club, le 10 juillet 2011 ceci, dans le cadre des festivités de l'indépendance du Soudan du Sud, proclamée la veille. Cette rencontre s'est terminée par une première défaite (1-3). La sélection a ensuite affronté une équipe ougandaise du Villa SC, le 3 août 2011, à Djouba, qui se solda par un match nul (1-1).
Le Soudan du Sud est reconnu comme un membre de la CAF depuis le 10 février 2012. Puis le 25 mai 2012, il devient membre de la FIFA.
L'équipe dispute son premier match officiel contre l'Ouganda, le 10 juillet 2012. Ce match s'achève sur le score de deux buts partout.
Pour sa première participation à une compétition officielle, la Coupe CECAFA 2012, le Soudan du Sud rencontre l'Éthiopie et s'incline sur le score de 1-0. Par la suite, l'équipe joue contre le Kenya, qui gagne 2-0. Enfin, l'équipe défie l'Ouganda, qui gagnera 4-0. L'équipe sud-soudanaise termine donc dernière de son groupe, sans le moindre but marqué.
Pour sa seconde participation à une compétition officielle, la Coupe CECAFA 2013, l'équipe du Soudan du Sud termine dernière de sa poule composée du Kenya, de l'Éthiopie et de Zanzibar, où elle perd respectivement 3-1, 2-0 et 2-1, avec des buts de Fabiano Lako et de Richard Justin, le capitaine.
Par la suite, elle participe à sa première campagne de qualification pour une compétition, celle de la CAN 2015. Elle passe le premier tour sans jouer le moindre match, à la suite du forfait de son adversaire, l'Érythrée. Auparavant, le Soudan du Sud avait été opposé au Botswana, qui l'avait emporté 3-0 en match amical. Au tour suivant, le Soudan du Sud est opposé au Mozambique, qui l'emporte 5-0 au match aller, avant de réaliser le match nul 0-0 au retour à Khartoum.
Le Soudan du Sud remporte son premier match officiel le 5 septembre 2015, contre la Guinée équatoriale (1-0), pour le compte des qualifications à la Coupe d'Afrique des nations 2017.

## Palmarès

### Classement FIFA
| Année              | 2012 | 2013 | 2014 | 2015 | 2016 | 2017 | 2018 |
| ------------------ | ---- | ---- | ---- | ---- | ---- | ---- | ---- |
| Classement mondial | 199  | 201  | 189  | 138  | 168  | 153  | 164  |

### Parcours enCoupe du monde
| Année | Position     |      | Année        | Position |                        | Année | Position |
| 1930  | Non inscrite | 1974 | Non inscrite | 2010     | Non inscrite           |       |          |
| 1934  | Non inscrite | 1978 | Non inscrite | 2014     | Non inscrite           |       |          |
| 1938  | Non inscrite | 1982 | Non inscrite | 2018     | Non qualifiée          |       |          |
| 1950  | Non inscrite | 1986 | Non inscrite | 2022     | Non qualifiée          |       |          |
| 1954  | Non inscrite | 1990 | Non inscrite | 2026     | Éliminatoires en cours |       |          |
| 1958  | Non inscrite | 1994 | Non inscrite | 2030     | À venir                |       |          |
| 1962  | Non inscrite | 1998 | Non inscrite | 2034     | À venir                |       |          |
| 1966  | Non inscrite | 2002 | Non inscrite |          |                        |       |          |
| 1970  | Non inscrite | 2006 | Non inscrite |          |                        |       |          |

### Parcours enCoupe d'Afrique
| Année | Position     |      | Année        | Position |                   | Année   | Position |
| 1957  | Non inscrite | 1982 | Non inscrite | 2006     | Non inscrite      |         |          |
| 1959  | Non inscrite | 1984 | Non inscrite | 2008     | Non inscrite      |         |          |
| 1962  | Non inscrite | 1986 | Non inscrite | 2010     | Non inscrite      |         |          |
| 1963  | Non inscrite | 1988 | Non inscrite | 2012     | Non inscrite      |         |          |
| 1965  | Non inscrite | 1990 | Non inscrite | 2013     | Non inscrite      |         |          |
| 1968  | Non inscrite | 1992 | Non inscrite | 2015     | Tour préliminaire |         |          |
| 1970  | Non inscrite | 1994 | Non inscrite | 2017     | Tour préliminaire |         |          |
| 1972  | Non inscrite | 1996 | Non inscrite | 2019     | Tour préliminaire |         |          |
| 1974  | Non inscrite | 1998 | Non inscrite | 2021     | Tour préliminaire |         |          |
| 1976  | Non inscrite | 2000 | Non inscrite | 2023     | Tour préliminaire |         |          |
| 1978  | Non inscrite | 2002 | Non inscrite | 2025     | À venir           |         |          |
| 1980  | Non inscrite | 2004 | Non inscrite |          | 2027              | À venir |          |

### Parcours en Coupe CECAFA
Le Soudan du Sud participe pour la première fois à la Coupe CECAFA des nations en 2012.
| Année       | Position                       |      | Année           | Position |                 | Année | Position |
| 1983 à 2011 | Non présent (partie du Soudan) | 2013 | Premier tour    | 2016     | Édition annulée |       |          |
| 2012        | Premier tour                   | 2015 | Quart-de-finale |          |                 |       |          |

## Effectif actuel
Les joueurs suivants ont été appelés pour disputer les éliminatoires de la CAN 2023 contre la Gambie et le Mali les 4 et 9 juin 2022.
Gardiens
- Juma Genaro
- Ramadan Diing
- David Alfred Urbano

Défenseurs
- Peter Maker
- Mutwakil Abdelkarim
- Ivan Wani
- Omot Sebit
- Rashid Toha
- Rehan Angier
- Bernard Agele
- Atendele Geriga

Milieux
- Peter Chol
- Stephen Pawaar
- Loki Emmanuel
- Data Elly
- William Gama Emmanuel
- Joseph Malish
- Peter Sunday
- Gibson Adinho
- Wani Isaac

Attaquants
- Tito Okello
- Sebit Ajak Bol
- David Majak
- Valentino Yuel
- Manyumow Achol
- Jak James Tap

## Sélectionneurs
| Dates     | Nom                           |
| --------- | ----------------------------- |
| 2011–2012 | Malesh Soro                   |
| 2012      | Ismail Balanga                |
| 2012–2013 | Zoran Đorđević                |
| 2013–2014 | Ismail Balanga                |
| 2014      | Salyi Lolaku Samuel           |
| 2014–2015 | Lee Sung-jea                  |
| 2015–2016 | Leo Adraa                     |
| 2016      | Joseph Malesh                 |
| 2017      | Elya Wako                     |
| 2017–2018 | Bilal Felix Komoyangi         |
| 2018      | Ahcene Aït-Abdelmalek         |
| 2018      | Ramsey Sebit Lumori (intérim) |
| 2019      | Cyprian Besong Ashu           |
| 2019-2021 | Ramsey Sabit Lumori           |
| 2021      | Simon James Yor (intérim)     |
| 2021-2023 | Stefano Cusin                 |
| 2023-     | Nicolas Dupuis                |